# Ухта (Ульчський район)
Ухта́ (рос. Ухта) — село у складі Ульчського району Хабаровського краю, Росія. Адміністративний центр та єдиний населений пункт Ухтинського сільського поселення.

## Населення
Населення — 156 осіб (2010; 176 у 2002).
Національний склад (станом на 2002 рік):
- ульчі — 53 %
- нівхи — 26 %